# Имерлианткари
Имерлианткари (груз. იმერლიანთკარი) — село в Грузии. Находится в Хашурском муниципалитете края Шида-Картли. Высота над уровнем моря составляет 790 метров. Население — 9 человек (2014).